# Зофия Хилчер-Курнатовска
Зо̀фия Хѝлчер-Курнато̀вска (на полски: Zofia Hilczer-Kurnatowska) е полска археоложка. Специалист по Ранно средновековие и история и култура на южните славяни.

## Избрани трудове
- Ostrogi polskie z X-XIII w. (1953)
- Dorzecze górnej i środkowej Obry od VI do początków XI w. (1967)
- Słowiańszczyzna południowa (1973)
- Początki Polski (2002)